# 赛为智能
深圳市赛为智能股份有限公司（深交所：300044，简称赛为智能），是中国深圳证券交易所的一家上市公司，总部位于深圳市南山区。
公司成立于1997年，2010年1月在深圳证券交易所上市，主营业务包括信息传输、软件和信息技术服务业-软件和信息技术服务。
2018年，公司实现营业收入12.7亿元，同比下降15.4%；实现净利润7529.9万，同比下降58.6%。